# 윤상일 (1955년)
윤상일(尹相逸, 1955년 1월 19일~)은 대한민국의 정치인이다.

## 이력
서울특별시 중랑구 신내동에서 출생하여 같은 지역의 중화초등학교를 졸업했으며,경희중∙고등학교 졸업을 거쳐 성균관대학교 중어중문학과를 학사 취득했다.
육군 통신병과로 만기제대했다.
친박연대 후보로 2008년 총선에 비례대표 10번으로 공천을 받았다.
친박연대 비례대표 1,2,3번 후보가 비례대표 공천헌금 사건으로 당선이 무효가 되자, 승계가 제한되도록 한 규정에 대해 헌법소원을 제기하여 2009년 11월 3일 의원직 승계 결정을 받아 국회의원이 됐다.
현재 미래희망연대와 한나라당이 합당한 새누리당에서 활동하고 있으며 2012년 총선에서는 서울 중랑을의 예비후보로서 당내 경선에 참여했다.
2012년 3월 18일에 치러진 새누리당 중랑(을) 경선에서 상대 후보인 강동호 후보에게 62표 차이로 뒤졌다.

## 전과
- 건축법위반: 벌금 1,200,000원 - 1987년 12월 3일 선고[3]
- 범인도피: 벌금 2,000,000원 - 2006년 12월 27일 선고[3]

## 역대 선거 결과
|  | 13.18% |

|  | 38.07% |